# Studie i brott

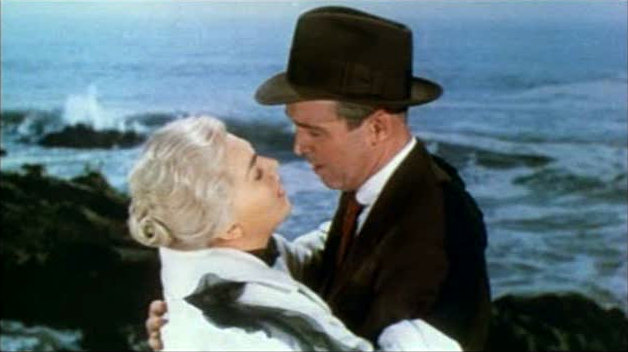
Kim Novak och James Stewart.

Studie i brott (engelska: Vertigo) är en amerikansk psykologisk thrillerfilm från 1958 i regi av Alfred Hitchcock. I huvudrollerna ses James Stewart och Kim Novak. Filmens förlaga är Boileau-Narcejacs roman Den levande och den döda från 1954. Den rankas ofta som en av de bästa filmerna genom tiderna. År 2012 röstades den i filmtidskriften Sight & Sound fram till den bästa filmen någonsin.
År 1989 valdes filmen ut för att bevaras i National Film Registry av USA:s kongressbibliotek, då den anses vara "kulturellt, historiskt eller estetiskt betydelsefull".

## Synopsis
Efter att kriminaldetektiven Scottie Ferguson slutar hos polisen blir han ombedd av en gammal kompis att hålla ett öga på dennes hustru Madeleine. Hon kör omkring till synes planlöst och Scottie fascineras av henne. När hon försöker dränka sig själv, drar Scottie upp henne och förälskar sig i henne.

## Handling
En brottsling flyr över San Franciscos hustak. Skott utväxlas. En kriminaldetektiv som i jakten hoppar mellan två hus slinter, tappar taget och blir hängande högt över marken i takrännan. En uniformerad polis försöker hjälpa honom, men faller handlöst till marken. Flera veckor senare sitter kriminaldetektiven, Scottie, hemma hos en vän, den före detta fästmön Midge. Scottie har nu slutat hos polisen på grund av sin höjdskräck. Något skrivbordsjobb är han inte intresserad av.
Scottie besöker även en vän från universitetstiden, Gavin Elster, som är chef på ett skeppsvarv i San Francisco. Elster ber Scottie om en tjänst; att hålla ett öga på hans hustru Madeleine. Hon oroar honom, då det verkar som att hon ibland faller i trans och kör omkring långa sträckor i San Francisco. Scottie känner sig tveksam och vill helst inte bli indragen. Men Elster ber honom ändå att gå till restaurangen Ernie's samma kväll - där makarna Elster ska äta middag och så kan han få se Madeleine. Scottie sitter samma kväll som avtalat i baren på Ernie's. Makarna Elster passerar honom och Madeleine stannar upp precis vid Scottie. Hon är klädd i en grön aftonklänning med sitt platinablonda hår uppsatt. Scottie tittar på henne ur ögonvrån och fascineras genast. Utan att träffa Elster bestämmer han sig för att anta uppdraget.
Nästa dag lämnar Madeleine Elster makarnas lägenhet vid Nob Hill och kör omkring i sin gröna bil till olika ställen i staden, medan Scottie kör strax bakom henne (notera att färden ofta går i nedförsbacke, en slags synonym till att falla nedåt). I en blomsteraffär köper Madeleine en bukett med röda och vita blommor, sedan beger hon sig till en gammal kyrkogård. Där står hon en stund framför en gravsten med texten "Carlotta Valdes, född 3 december 1831, död 5 mars 1857". Därefter fortsätter hon till ett konstgalleri och blir sittande framför ett porträtt av en ung kvinna. Scottie upptäcker att kvinnan på porträttet håller i en röd-vit bukett och att Madeleine har håret uppsatt på samma sätt som kvinnan. Kvinnan på porträttet har även ett speciellt rött halsband, Madeleine bär ett identiskt. Scottie frågar en vaktmästare vad det är för ett porträtt - det är Porträtt av Carlotta får han till svar.
Madeleine fortsätter sedan till ett nedgånget pensionat, McKittrick Hotel, Scottie iakttar henne i fönstret. Han går in och pratar med föreståndarinnan. Hon berättar att kvinnan heter Carlotta Valdes och har bott där i två veckor. Hon kommer några gånger i veckan - men hon har inte varit där idag. Föreståndarinnan visar att nyckeln finns kvar bakom disken. Tillsammans går de in i rummet och när Scottie tittar ut ser han att Madeleines bil är försvunnen. 
Han åker då till Midges lägenhet och frågar henne om hon vet någon som kan berätta om San Franciscos historia, den historia som inte står i böckerna. Midge tar med honom till Pop Liebels bokhandel. Pop berättar då den tragiska historien om Carlotta Valdes. Hon var älskarinna till en rik man, han tröttnade dock på henne när hon blev med barn och byggde ett hus åt henne, det hus som nu är McKittrick Hotel. Han tog sedan barnet ifrån henne varpå hon blev sinnessjuk och begick självmord.
Scottie möter Elster på nytt och berättar vad han vet. Elster berättar då att Madeleine är släkt i rakt nedstigande led till Carlotta. Det märkliga är att Madeleines mamma aldrig berättade om Carlotta för henne, hon är helt ovetande om allting. Den enda länken mellan Carlotta och Madeleine är de smycken som Madeleine fick ärva från sin mormor - Carlottas enda barn - när hon tog livet av sig. Elster tror nu att även Madeleine ska göra samma sak.
Nästa dag följer Scottie åter efter Madeleines under hennes till synes planlösa bilåkande. Hon åker nu ned till vattnet, precis under Golden Gate-bron. Hon ställer sig vid kajkanten och kastar blomblad från den röd-vita bukett hon har med sig i vattnet. Plötsligt kastar hon sig i vattnet. Scottie hoppar i efter henne och lyckas rädda henne. Svårt medtagen tar han henne med sig henne hem till sin lägenhet. När hon har sovit ut i hans säng sätter de sig och samtalar. Hon minns att hon svimmade ute vid bron, däremot minns hon inte att hon varit vid galleriet. När telefonen sedan ringer smiter hon iväg. 
Madeleine kommer dagen efter tillbaka för att tacka för hjälpen. Scottie föreslår att de ska åka någonstans tillsammans och de åker till Muir Woods nationalmonument, en skog med urgamla Redwoodträd. Under utflykten faller Madeleine sakta i trans och pekar på årsringarna på ett nedhugget träd: Här någonstans föddes jag. Och där dog jag. För dig var det bara ett kort ögonblick.. Scottie frågar henne varför hon hoppade i vattnet. Hon berättar då om de drömbilder och syner hon sett. 
Följande dag kommer Madeleine återigen hem till Scottie och hon berättar då i detalj om sin dröm där hon såg en vitkalkad spansk kyrka med ett klocktorn och ett torg. Scottie tycker sig känna igen det som missionsstationen i San Juan Bautista, söder om San Francisco. De reser dit och Madeleine känner genast igen sig. Hon springer in i kyrkan och klättrar upp i klocktornet. Scottie springer efter men i den smala trappan ger hans höjdskräck sig åter till känna...

## Rollista i urval
- James Stewart – Kriminaldetektiv John 'Scottie' Ferguson
- Kim Novak – Madeleine Elster / Judy Barton
- Barbara Bel Geddes – Marjorie 'Midge' Wood
- Tom Helmore – Gavin Elster
- Henry Jones – Undersökningsdomare
- Raymond Bailey – Scotties läkare
- Ellen Corby – Värdinnan på McKittrick Hotel
- Konstantin Shayne – Pop Leibel
- Lee Patrick – bilägaren som misstas för Madeleine

## Produktion
Alfred Hitchcock besökte San Francisco 1951 inför premiär på sin film Främlingar på tåg och insåg att staden skulle vara den perfekta spelplatsen för en thriller. Pierre Boileau och Thomas Narcejac skrev en roman, Den levande och den döda (d'Entre les morts) som publicerades 1954 och som Hitchcock köpte filmrättigheterna till. Uppdraget att bearbeta boken till ett filmmanus gick till Maxwell Anderson men dennes manus, Listen Darkling, ansågs vara helt oanvändbart. Uppdraget gick då till Alec Coppel men inte heller detta ansågs tillräckligt bra. Den tredje manusförfattaren blev Samuel Taylor som skrev det slutliga manuset och döpte detta till Vertigo (det vill säga "svindel").
Hitchcock gav kompositören Bernard Herrmann fria händer att skriva filmmusiken. På grund av en strejk kunde Herrmann dock inte medverka vid inspelningen, denna ägde rum i London och Wien.
Den kvinnliga huvudrollen var tänkt att spelas av Vera Miles och hon medverkade i kostymtest under vintern/våren 1957. Därefter sköts inspelningen upp av flera skäl och när inspelningen skulle börja var Miles gravid och kunde inte längre medverka. Rollen gick istället till Kim Novak. Hon hade visserligen anställd på Columbia men bolaget lånade ut henne till Paramount på villkor att James Stewart medverkade i någon av Columbias filmer. Detta skedde i filmen Hokus pokus 1958.
Inspelningen började den 30 september och slutade den 19 december 1957. 16 dagar användes för inspelning utomhus, resten spelades in i Paramounts studio i Hollywood. Den spanska missionsstationen som används är San Juan Bautista söder om San Francisco. Platsen valdes trots att det inte finns något klocktorn där. Klocktornet byggdes upp i studio, dels i naturlig storlek, dels en mindre modell som användes för att spela in den speciella kameraåkning som symboliserar Scottie Fergusons höjdskräck. Denna cinematografiska effekt skapades genom att man zoomade in samtidigt som man drog kameran bakåt (dolly zoom).
Saul Bass gjorde filmaffischen och titelsekvenserna. Han kom att arbeta med Hitchcock igen med I sista minuten och Psycho.

### Distribution och uppföljning
Studie i brott har visats i SVT, bland annat 2007 och i december 2024.
1996 hade en nyrestaurerad version av filmen premiär. Denna version är i 70 mm-format och är inspelad med digitalt ljud.

## Mottagande
Filmen brukar ofta beskrivas som 1950-talets bästa och som en av de bästa filmerna någonsin, i klass med Orson Welles Citizen Kane och Stanley Kubricks 2001 – Ett rymdäventyr. När filmen först visades blev den ingen kommersiell framgång. Tillsammans med fyra andra av sina egna filmer som Hitchcock köpte visningsrätten till var den länge inte tillgänglig. Dessa började distribueras igen omkring 1984 och filmens konstnärliga kvalitéer började uppmärksammas först då.